# ريموند بيشارد
ريموند بيشارد (15 سبتمبر 1927 - 26 نوفمبر 1957) كانت عاملة جزائرية ومناضلة من أجل الحرية خلال ثورة التحرير الجزائرية. كانت عضوًا في الحزب الشيوعي الجزائري، ثم انضمت لجيش التحرير الوطني الجزائري.

## السيرة الذاتية
وُلِدت ريموند بيشارد في 15 سبتمبر 1927 في بولوغين، الجزائر أثناء الاستعمار الفرنسي. خلال خمسينيات القرن العشرين، انضمت ريموند بيشارد للحزب الشيوعي الجزائري، وعندما شنت الحكومة الفرنسية حملة صارمة على النشاط الشيوعي في الجزائر، نُفيت من قسنطينة. في 1956، اتُهمت ريموند بيشارد ظلماً بالتواطؤ في تفجير مقهى ميلك بار مع زهرة ظريف، وأُجبرت على الفرار من السلطات الاستعمارية. فانضمت ريموند بيشارد لجبهة التحرير الوطني الجزائرية، كما انضمت لجيش التحرير الوطني الجزائري في 1957. كانت تعمل ممرضةً للمتمردين.
في 26 نوفمبر 1957، قتل الجيش الفرنسي ريموند بيشارد وعشرة متمردين آخرين بالقرب من بلدة مجانة. بعد انتهاء حرب الاستقلال الجزائرية، أُعلنت ريموند بيشارد شهيدةً للصراع. كانت الجزائرية الوحيدة من أصل أوروبي التي سُمّيت شهيدة للصراع.